# Fliegerjacke

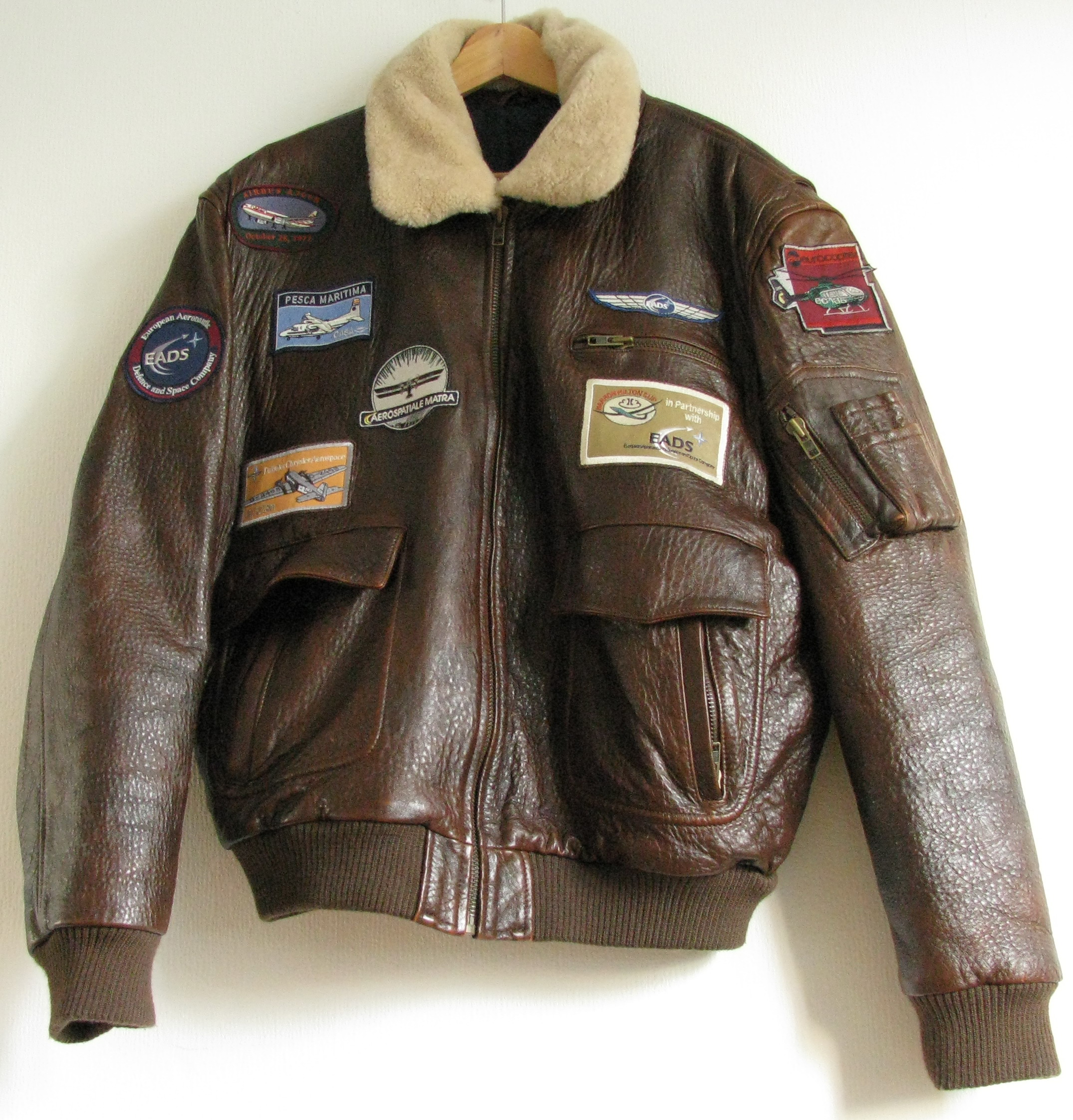
Diese lederne Fliegerjacke erhält der jeweilige Sieger des Barron Hilton Cups

Eine Fliegerjacke ist eine kurze, eng anliegende Blousonjacke mit Strickbündchen, meist aus Leder oder Nylon. Ihr Ursprung liegt im Fliegerpelz der frühen Luftfahrt, nach Ende des Zweiten Weltkriegs fand sie auch Eingang in die Alltagskleidung.

## Geschichte

### Aus Leder
Am 27. November 1927 führte das United States Army Air Corps (USAAC) die Jacke des Typs „A-1“ ein, die auf den aus Frankreich stammenden kurzen Lederjacken für Motorradfahrer basierte. Diese völlig neue Jackenform bestand aus Pferdeleder mit Strickbündchen an den Ärmeln, Taille und Kragen. Das Futter bestand aus Satin. An der Vorderseite besaß sie zwei aufgenähte Pattentaschen. Die „A-1“ besaß noch keinen Reißverschluss, sondern wurde mittels einer Reihe Hornknöpfe verschlossen.
Ab 1931 wurde die „A-2“, eine Weiterentwicklung der „A-1“, zur Standardbekleidung des fliegenden Personals des USAAC. Gefertigt wurden sie aus dunkelbraunem (seal brown) Pferdeleder, anfänglich auch mit rötlicher Färbung (russet), später aus Ziegenleder oder Rindsleder. Entscheidende Änderungen waren
- ein Reißverschluss samt Windschutzleiste, der die Jacke bis zum Kragen schließen konnte
- das Rückenteil, das nun aus einem einzigen Stück Leder bestand
- die Schulterklappen für Rangabzeichen
- sowie ein Futter aus Baumwolle, das besser wärmte und die Jacke nicht auf dem Rücken des Trägers hin und her wandern ließ, da Baumwolle nicht so glatt wie Satin ist.

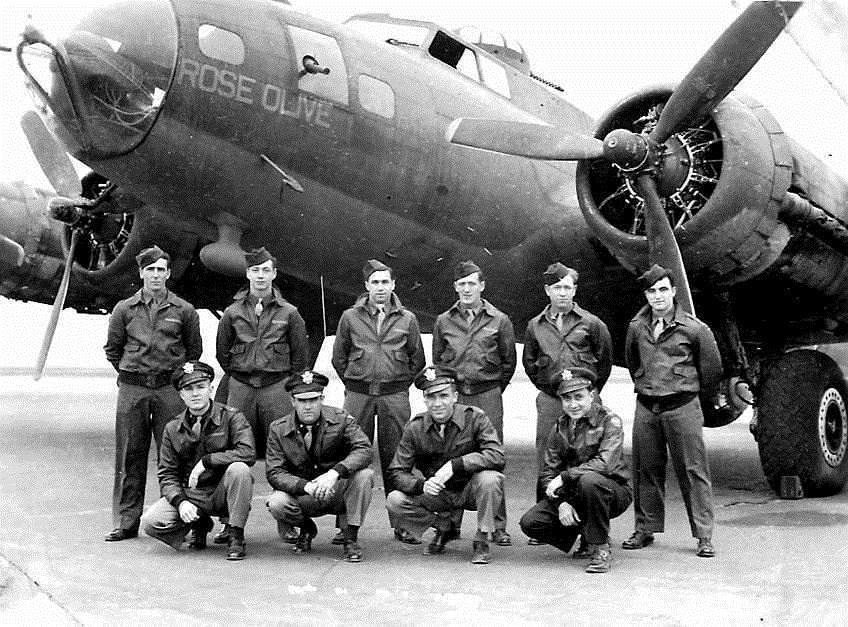
Besatzung einer B-17 in A-2-Fliegerjacken, 1943

Da Anfang der dreißiger Jahre noch Maschinen mit offenem Cockpit geflogen wurden, bekam die „A-2“ einen Kragen aus Leder, dessen Kragenenden mittels eines Druckknopfes auf jeder Seite festgeknöpft wurden, um deren Flattern im Fahrtwind zu verhindern. Das Gegenstück der US-Navy hieß „M-422“ und wurde 1940 eingeführt. Ab 1950 „G-1“ genannt, war sie von ähnlichem Schnitt wie die „A-2“, hatte jedoch u. a. Bewegungsfalten am Rücken und einen Lammfellkragen. Alle diese Jacken wurden von Zivilfirmen (Contractors), u. a. Aero Beacon N.Y., Rough Wear, Bronco und Poughskeepie, gemäß Vorgaben des US-Verteidigungsministeriums gefertigt, wiesen aber je nach Hersteller spezifische Besonderheiten in den Detailausführungen auf. Die „A-2“ in Leder wurde von der US Air Force nach Jahren der ausschließlichen Ausgabe von Nylonjacken 1988 wieder eingeführt. Die Herstellungsspezifikationen wurde jedoch auf Ziegenleder geändert, da dieses langsamer Patina entwickelt und somit länger den Uniformcharakter behält.
Auch die Bundeswehr setzte in der Vergangenheit Lederjacken als dienstliche Bekleidung für fliegerisches Personal ein. Die Jacken wurden aus Ziegenleder hergestellt und grau eingefärbt, passend zu den schiefergrauen Fliegerkombis der Luftwaffe. Die Jacken waren als Wendejacken konzipiert, die Innenseite war mit leuchtend orangem Stoff ausgekleidet, Kragen und Ärmeln waren mit Strickbündchen versehen. Die Jacken besaßen insgesamt zwei Taschen: Eine auf dem linken Ärmel mit drei zusätzlich aufgesetzten Stifteköchern, sowie eine Brusttasche auf der linken Seite. Abzeichen wurden entweder direkt aufgenäht, oder per Klettband befestigt, ebenso wie die Rangabzeichen. Anders als bei den Fliegerkombis wurden die Rangabzeichen nicht auf den Schultern, sondern auf den Ärmeln getragen (unter der Deutschlandflagge). Mittlerweile wurde die graue Uniform (Kombi und Jacke) ausgemustert und gegen die neue Kleidung im Farbton „Sage-Green“ ausgetauscht. Die neuen Fliegerjacken bestehen nun aus flammenhemmenden Aramide.

### Aus Schaffell

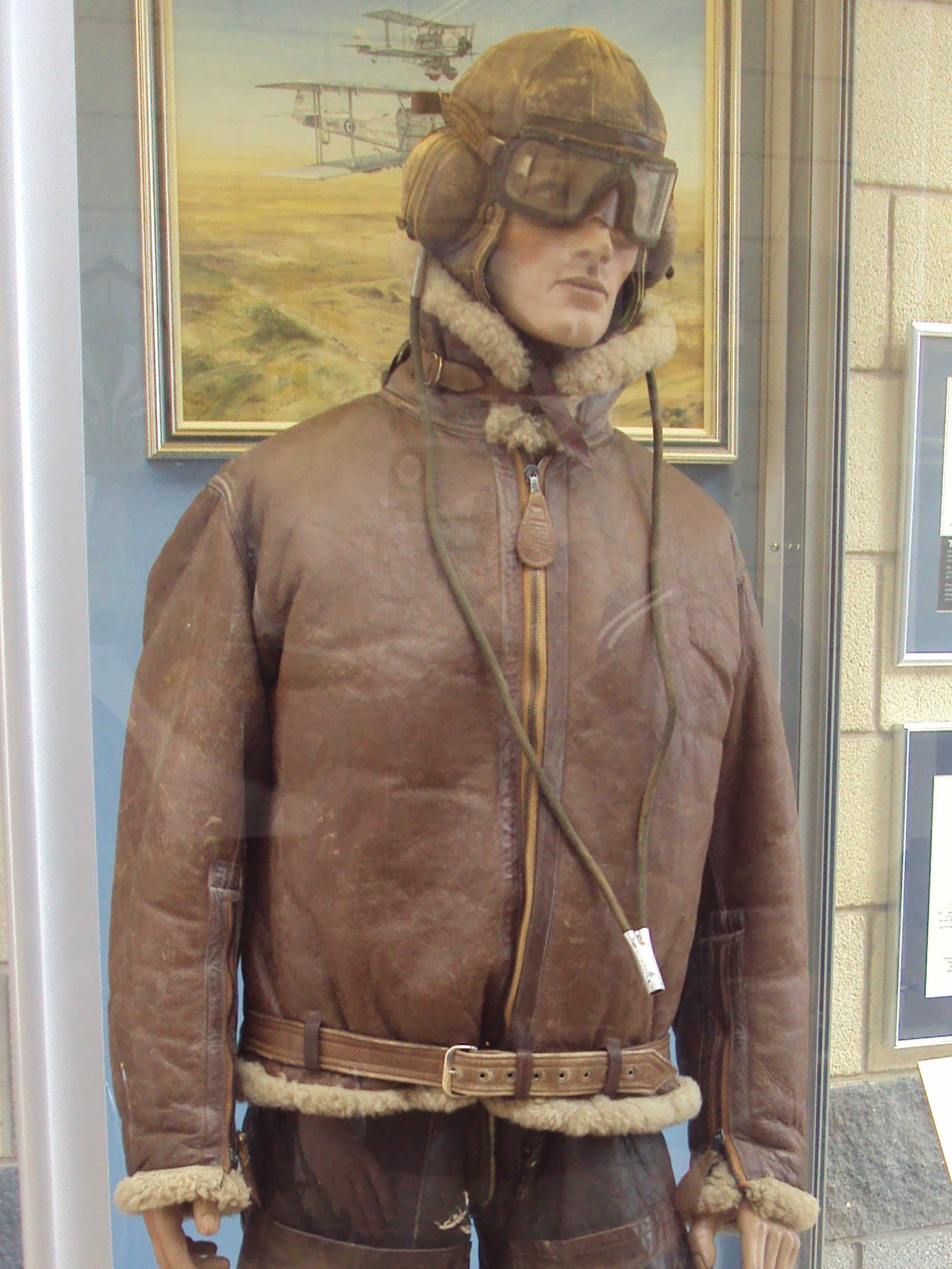
Pilotenjacke aus Lammfell, Royal Air Force Museum, Cosford, Shropshire, England

Fliegerjacken aus Schaffelljacken wurden vom US-amerikanischen Luftakrobaten Leslie Irvin entwickelt und in der von ihm 1926 aufgebauten Manufaktur in Großbritannien produziert. Sie waren nicht gefüttert, sondern bestanden aus Schaffell, wobei die nach innen getragene bräunliche Wolle als Isolationsschicht diente. Diese Jacken waren sehr warm, aber auch schwer und schränkten die Bewegungsfreiheit ein. Die Irvin-Jacken besaßen keine Taschen und dienten als Vorlage für die Jacken der US Army Air Corps:
Ab dem 8. Mai 1934 wurden diese mit den Schaffelljacken „B-3“ ausgestattet, die im Englischen bomber jacket genannt wurden, da sie nur für die Bomberbesatzungen vorgesehen war und nicht für Jagdpiloten. Dazu gab es die passende Schaffellhose „Type A-3“. Im Gegensatz zu den britischen Irvin-Jacken ist die „B-3“ außen teilweise mit Verstärkungen aus Pferdeleder versehen. Die kurz darauf entwickelte „B-6 Flight Jacket“ war kürzer geschnitten und besaß ein dünneres Schaffell.
Die „D-1“, eigentlich nur für das Bodenpersonal entwickelt, wurde auch von Fliegern als Sommerjacke getragen und war noch dünner geschoren als die „B-6“.
1943 wurde die letzte Schaffelljacke bei der USAAF und U.S.Navy eingeführt, die „Type ANJ-4“. Diese war etwas dünner als die „B-3“ und hatte vorne zwei Pattentaschen und an allen besonders beanspruchten Teilen Verstärkungen aus Pferdeleder. Es gab sie in drei Versionen, die sich allerdings nur in kleinen Details unterschieden. So hatte beispielsweise die spätere Variante unter anderem ein kleines Lederdreieck auf der Brust aufgenäht, an das die Sauerstoffmaske bei Nichtgebrauch angeklemmt werden konnte. Allerdings erwies sie sich in der Herstellung als kostspielig und so wurde die Produktion dieses Modells bereits 1944 wieder eingestellt.
Der Nachteil der Schaffelljacken war ihr geringer Wärmeschutz im feuchten Zustand. 1944 wurde der Langstreckenbomber Boeing B-29 eingeführt, der erstmals eine beheizte Druckkabine hatte. So wurden die schweren Schaffelljacken langsam überflüssig und wurden durch textile Jacken ersetzt.

### Aus Gewebe
Im Laufe des Zweiten Weltkrieges stieg bei den US-Piloten das Bedürfnis nach Jacken, die leichter und wärmer waren, aber genauso robust wie Lederjacken. So wurde die Jacke „Type B-10“ entwickelt und im Juli 1943 eingeführt. Sie bestand als erstes amerikanisches Modell aus Baumwolle, hatte wie die „M-422A“ einen Fellkragen und war mit Alpakafell gefüttert. Die „B-10“ löste die „A-2“ und die „B-6“ ab. Im November 1944 wurde die „B-10“ bereits vom Nachfolgemodell „B-15“ ersetzt. Sie hatte unter anderem einen größeren Fellkragen und die aufgesetzten Pattentaschen wichen nun integrierten Taschen, die lediglich durch mit Druckknöpfen verschließbare Schlitze zugänglich waren.
Die deutsche Luftwaffe hatte bereits 1940 eine Stoffjacke für die Piloten entwickelt, die über dem Ärmelkanal in der Luftschlacht um England flogen, heute „Kanaljacke“ genannt.

### Aus Nylon und Nomex
Die erste Fliegerjacke aus Nylon, die in großer Stückzahl an die Piloten ausgeliefert worden ist, wurde zwischen 1942 und 1945 entwickelt und 1947 eingeführt: die „Type B-15B“. Der Schnitt und alle militärischen Spezifikationen wurden von Dobbs Industries zusammen mit dem US-Verteidigungsministerium entwickelt. Es wurde eine Alternative zu den teuren Jacken aus Leder und Gewebe gesucht, die genauso robust und wärmend war. Erstmals wurde hochwertiges Nylon als Material für Fliegerjacken eingesetzt (wasserabweisendes Dupont Typ 6–6 Nylon Fliegersatin), zu Beginn ausschließlich in olivgrün. Die neuen Jacken stellten sich sogar als Verbesserung gegenüber den Lederjacken heraus: nicht nur waren sie genauso widerstandsfähig und warm, sie waren auch wesentlich leichter und boten den Piloten mehr Bewegungsfreiheit. Außerdem war Nylon der Sicherheit zuträglich: Die glatte Oberfläche verhinderte das Hängenbleiben beim Ein- und Ausstieg aus den enger und voller werdenden Cockpits. Das Material erlaubte zudem ein leichteres Anlegen und Tragen des Fallschirms, der in den 1950er Jahren zusammen mit dem Schleudersitz zum Standard der modernen Düsenjäger wurde.

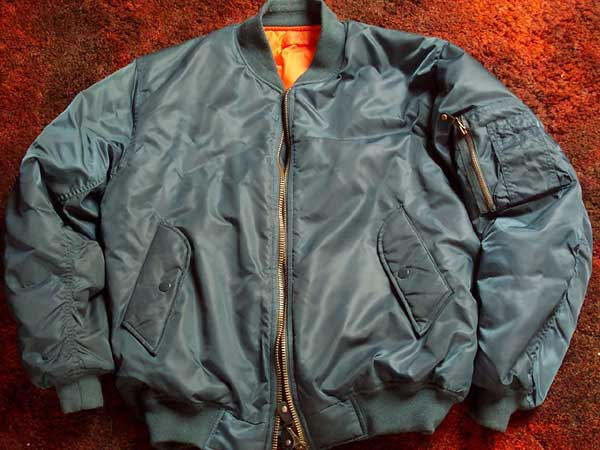
Fliegerjacke vom Typ MA-1, Bomberjacke genannt

Bereits 1945 war das erste Nylon-Modell „L-2“ in olivgrün (sage-green) eingeführt worden, die produzierte Stückzahl war jedoch sehr gering. Die „L-2“ sollte Nachfolgerin der „A-2“ werden, hat aber die benötigten Stückzahlen nie erreicht. Sie ähnelt dem späteren Modell „MA-1“. Anfang der 1950er Jahre wurde die „L-2A“, wie auch die „B-15C“ in blau (midnight blue) gefertigt, um die Eigenständigkeit der USAF zu verdeutlichen, die bis 1947 als USAAF Teil der US Army gewesen war. Später wurde die Farbe beim Modell „L-2B“ wieder in olivgrün geändert. Die „B-15C“ und die „L-2A“ existierten nebeneinander, bis 1958 die „MA-1“ eingeführt wurde, die von diesem Zeitpunkt an als einziges Modell der USAF an die Piloten ausgegeben wurde. Dieses Modell wird heute als Bomberjacke bezeichnet. Die ersten MA-1-Jacken wurden in Europa gegen Ende der 1950er Jahre in sehr kleinen Stückzahlen angeboten – entweder auf dem Schwarzmarkt oder bei Regierungsverkäufen. In den frühen 1960er Jahren gelangten mehr Jacken nach Europa, als die Firma Alpha Industries die Militärbekleidung für die europäischen Luftstreitkräfte und zivile Kunden exportierte. Zu dieser Zeit bürgerte sich in England die Bezeichnung scooter jacket ein, da die Jacke fast ausschließlich von Rollerfahrern getragen wurde.
Weitere Jacken für Flugzeugbesatzungen wurden für extrem niedrige Temperaturbereiche entwickelt, wie z. B. die „N-3“, die einem Parka sehr ähnlich war, im Jahre 1947 erschien und auch heute noch mit leicht geänderten Details bei der USAF im Einsatz ist.
Mit Einführung der US-amerikanischen Modelle „CWU-36/P“ für den Sommer und „CWU-45/P“ mit Isoliersteppung für niedrige Temperaturen wurde eine neue Jackengeneration geschaffen; die Jacken wurden 1977 von Alpha Industries für die US-Luftwaffe entwickelt. Die Jacken der CWU-Reihe haben einen aufstellbaren Kragen, der aus dem gleichen Material ist, wie die Außenhülle der Jacke. Die Taschen sind hoch angebracht und abgewinkelt, damit die Soldaten nicht mit den Händen in den Taschen herumlaufen. Heute sind sie die Standardjacken der US-Luftwaffe, bestehen jedoch nicht mehr aus Nylon, sondern vollständig aus der feuerfesten Kunstfaser Nomex.

## Fliegerjacken in der Mode
Filme wie Top Gun brachten Fliegerjacken in Mode, weshalb es Nachfertigungen in großer Zahl und in unterschiedlichsten Qualitäten gibt, bis hin zum historisch exakten Replikat mit oder ohne Patina.